# بيير باوتشر
بيير باوتشر (بالفرنسية: Pierre Boucher)‏ هو مستكشف فرنسي، ولد في 1 أغسطس 1622 في Mortagne-au-Perche ‏ في فرنسا، وتوفي في 19 أبريل 1717 في بوشيفيل في كندا.